# Équipe de France féminine de kayak-polo
Pour les articles homonymes, voir Équipe de France de kayak-polo et Équipe de France.
L'équipe de France féminine de kayak-polo est l'équipe féminine qui représente la France dans les compétitions majeures de kayak-polo : ECA-cup, championnats d'Europe, championnats du monde et Jeux Mondiaux principalement.
Elle est constituée d'une sélection des meilleures joueuses françaises sous l'égide de la Fédération française de canoë-kayak.
Elle compte à son palmarès un titre de championne d'Europe (2021), six titres de vice-championnes d'Europe (1997, 2003, 2007, 2011, 2015 et 2017), ainsi que 3 fois la troisième place des championnats d'Europe (2001, 2005 et 2009).
Au niveau mondial, l'équipe brille également avec un titre de vice-championnes du monde (en 2002), et remporte 6 fois le bronze mondial (2000, 2004, 2008, 2010, 2014 et 2016). L'équipe se distingue également aux Jeux Mondiaux avec un titre de vice-championne (2017) et deux bronzes (2009 et 2013).

## Joueuses actuelles
|        |                   |                                         |
| Numéro | Nom               | Club                                    |
| 1      | Eloise Frigo      | Canoë Kayak Club Acigné                 |
| 2      | Mélissa Ledormeur | Montpellier Université Club Canoë Kayak |
| 3      | Marion Robert     | Canoe-club Avranches                    |
| 4      | Claire Moal       | Canoë Kayak Club Acigné                 |
| 5      | Céleste Louis     | Canoe-club Avranches                    |
| 6      | Aline Roulland    | Canoë Kayak Club Acigné                 |
| 7      | Clotilde Lemasle  | Canoe-club Avranches                    |
| 8      | Camille Meyer     | Pont d'Ouilly Loisirs                   |

L'équipe est sélectionnée pour les Jeux Mondiaux (Birmingham, Alabama, USA) du 7 au 17 juillet prochain et pour les championnats du Monde (Saint Omer, Pas de Calais, France) du 16 au 21 aout 2022.

## Anciennes équipes
| Numéro | Nom                   | Club                                    |
| ------ | --------------------- | --------------------------------------- |
| 1      | Eloise Frigo          | Canoë Kayak Club Acigné                 |
| 2      | Mélissa Ledormeur     | Montpellier Université Club Canoë Kayak |
| 3      | Marion Robert         | Canoe-club Avranches                    |
| 4      | Claire Moal           | Canoë Kayak Club Acigné                 |
| 5      | Céleste Louis         | Canoe-club Avranches                    |
| 6      | Aline Roulland        | Canoë Kayak Club Acigné                 |
| 7      | Clotilde Lemasle      | Canoe-club Avranches                    |
| 8      | Tassia Konstantinidis | CK Cestas                               |

Sélectionnée pour les championnats d'Europe 2021 organisés à Catane, l'équipe remporte le titre de championne d'Europe pour la première fois de son histoire après une victoire en finale face aux Hollandaises.
| Numéro | Nom               | Club                                    |
| ------ | ----------------- | --------------------------------------- |
| 1      | Eloise Frigo      | Canoë Kayak Club Acigné                 |
| 2      | Tiffany Bazin     | Canoe-club Avranches                    |
| 3      | Charline Duchesne | CK Cestas                               |
| 4      | Claire Moal       | Canoë Kayak Club Acigné                 |
| 5      | Céleste Louis     | Canoe-club Avranches                    |
| 6      | Naïs Zanfini      | Montpellier Université Club Canoë Kayak |
| 7      | Clotilde Lemasle  | Canoe-club Avranches                    |
| 10     | Aline Roulland    | Canoë Kayak Club Acigné                 |

Sélectionnée pour les championnats d'Europe 2019 organisés à Coimbra, l'équipe termine quatrième de la compétition à la suite de la défaite contre l'équipe italienne en petite finale.
| Numéro | Nom               | Club                                    | Date de naissance |
| ------ | ----------------- | --------------------------------------- | ----------------- |
| 1      | Annie Chevalier   | Kayak club de Thury-Harcourt            | 12 décembre 1989  |
| 2      | Gaëlle François   | CK Club St Omer                         | 3 septembre 1981  |
| 3      | Jade Vassallo     | Montpellier Université Club Canoë Kayak | 26 août 1989      |
| 5      | Rose-Marie Pierre | CK Château-Thébaud                      | 12 octobre 1980   |
| 6      | Naïs Zanfini      | Montpellier Université Club Canoë Kayak | 16 août 1990      |
| 8      | Valérie Sibioude  | CK Château-Thébaud                      | 7 mai 1987        |
| 10     | Mélanie Konig     | Montpellier Université Club Canoë Kayak | 11 novembre 1988  |

| Numéro | Nom              | Club               | Date de naissance |
| ------ | ---------------- | ------------------ | ----------------- |
| ?      | Mélanie Biemont  | CK Club Acigné     | 16 novembre 1976  |
| ?      | Virginie Brackez | CK Club St Omer    | 26 septembre 1982 |
| ?      | Gaëlle François  | CK Club St Omer    | 3 septembre 1981  |
| ?      | Anne Hoarau      | Niagara CK Club    | 27 août 1991      |
| ?      | Julie Hoarau     | Niagara CK Club    | 1er août 1987     |
| ?      | Justine Lefebvre | CK Club St Omer    | 26 mai 1987       |
| ?      | Valérie Sibioude | CK Château-Thébaud | 7 août 1987       |

## Palmarès[3]
Championnats d'Europe
- 1995 : 3e
- 1997 : 2e
- 1999 : 3e
- 2001 : 3e
- 2003 : 2e
- 2005 : 3e
- 2007 : 2e
- 2009 : 3e
- 2011 : 2e
- 2013 : 4e
- 2015 : 2e
- 2017 : 2e
- 2019 : 4e

Championnats du Monde
- 1994 : 3e
- 1996 : 4e
- 1998 : 3e
- 2000 : 3e
- 2002 : 3e
- 2004 : 2e
- 2006 : 4e
- 2008 : 3e
- 2010 : 3e
- 2012 : 5e
- 2014 : 3e
- 2016 : 3e
- 2018 : 4e

Jeux mondiaux
- 2005 : 4e
- 2009 : 3e
- 2013 : 3e
- 2017 : 2e